# Diagramme ternaire

Diagramme d'inflammabilité du méthane. Zone en orange : compositions inflammables. Ligne en bleu : mélanges méthane-air. Ligne en rouge : oxygène et méthane dans les proportions stœchiométriques de la combustion. Ligne en brun : 12 % d'oxygène.

Couleur des alliages Ag–Au–Cu, en fonction de leur composition.

Un diagramme ternaire est la représentation graphique de triplets de données numériques par les points d'un triangle. Chaque triplet (a, b, c) constitue les coordonnées barycentriques du point correspondant. On peut aussi représenter des ensembles de points dépendant d'un ou deux paramètres (ensembles à une ou deux dimensions), formant ainsi des lignes et des plages dans le diagramme. On utilise le plus souvent un triangle équilatéral, mais ce n’est pas indispensable.
Le diagramme ternaire est appliqué dans de nombreuses disciplines telles la chimie, la biologie, la géologie ou la géographie.

## Caractéristiques d'un diagramme ternaire

Droites d'égales valeurs de a (bleu) b (vert) et c (rouge).

Propriétés des sécantes.

Propriété des distances aux côtés (seulement dans le cas d'un triangle équilatéral).

### Normalisation préalable des données
On impose généralement aux données (a, b, c) d'un même triplet d'avoir une somme constante s, le plus souvent égale à 1 ou à 100 (sous-entendu, 100 %). Si les données d'origine (α, β, γ) ne vérifient pas d'emblée cette contrainte, on les remplace par :
{\displaystyle a={\frac {s\,\alpha }{\alpha +\beta +\gamma }}} , {\displaystyle b={\frac {s\,\beta }{\alpha +\beta +\gamma }}} , {\displaystyle c={\frac {s\,\gamma }{\alpha +\beta +\gamma }}} .
On dit alors que les données ont été « normées à s ».

### Définition et propriétés
Soient A, B et C les sommets du triangle. Tout triplet (a, b, c) est représenté par un point M défini par :
{\displaystyle {\overrightarrow {\mathrm {OM} }}=a\,{\overrightarrow {\mathrm {OA} }}+b\,{\overrightarrow {\mathrm {OB} }}+c\,{\overrightarrow {\mathrm {OC} }}} .
où O désigne un point-origine quelconque (il peut même se situer en dehors du plan du triangle). Il en résulte notamment que :
- les triplets (1, 0, 0), (0, 1, 0) et (0, 0, 1) sont représentés par les points A, B et C, respectivement ;
- les triplets vérifiant a = 0 sont représentés par les points du côté BC ; les triplets vérifiant b = 0 sont de même représentés par les points du côté CA, et ceux vérifiant c = 0 par les points du côté AB ;
- les triplets partageant une même valeur de a sont représentés par les points d'un segment B’C’ parallèle à BC (le point B’ est situé sur le segment AB, et C’ sur AC[b]) ; les triplets partageant une même valeur de b sont de même représentés par les points d'un segment C’A’ parallèle à CA, et ceux partageant une même valeur de c par les points d'un segment A’B’ parallèle à AB ;
- les triplets dont les données b et c sont dans un même rapport b/c = k sont représentés par les points d'un segment AAk reliant le sommet A à un point Ak du segment BC[c] ; les triplets tels que c/a = l sont de même représentés par les points d’un segment BBl où Bl est un point de CA, et ceux tels que a/b = m par les points d’un segment CCm où Cm est un point de AB ;
- les aires des triangles MBC, MCA et MAB sont respectivement proportionnelles à a, b et c[d].
- seulement quand le triangle ABC est équilatéral (mais c'est l'usage ordinaire), les distances du point M aux côtés BC, CA et AB sont proportionnelles à a, b et c[e].

## Report de données dans le triangle
Il existe principalement deux méthodes pour construire le point M qui représente un triplet de données (a, b, c) : le calcul de ses coordonnées et le report graphique.

### Calcul des coordonnées
Cette méthode suppose qu'on ait défini un repère. Le plus souvent on choisit un repère plan et orthonormé, mais ce n'est pas indispensable. D'après la définition ci-dessus du vecteur {\displaystyle {\overrightarrow {\mathrm {OM} }}}, les coordonnées du point M sont :
{\displaystyle {\begin{cases}x=a\,x_{\mathrm {A} }+b\,x_{\mathrm {B} }+c\,x_{\mathrm {C} }\\y=a\,y_{\mathrm {A} }+b\,y_{\mathrm {B} }+c\,y_{\mathrm {C} }\end{cases}}}
(plus une relation similaire pour la 3e coordonnée si jamais l'on a choisi un repère à trois dimensions), où {\displaystyle x_{\mathrm {A} },y_{\mathrm {A} },x_{\mathrm {B} }}, etc., désignent les coordonnées des sommets A, B et C. Cette méthode est particulièrement adaptée au report de données par ordinateur, sur un diagramme qui sera ensuite imprimé.
Quand le triangle ABC est équilatéral, les coordonnées des sommets A, B et C peuvent par exemple être prises égales à :
- {\displaystyle \left({\frac {1}{2}},{\frac {\sqrt {3}}{2}}\right)}, {\displaystyle (0,0)} et {\displaystyle (1,0)} en prenant l'origine en B et l'axe Ox parallèle à {\displaystyle {\overrightarrow {\mathrm {BC} }}} et de même sens ;
- {\displaystyle \left(0,{\frac {\sqrt {3}}{3}}\right)}, {\displaystyle \left(-{\frac {1}{2}},-{\frac {\sqrt {3}}{6}}\right)} et {\displaystyle \left({\frac {1}{2}},-{\frac {\sqrt {3}}{6}}\right)} en prenant l'origine au centre du triangle et l'axe Ox parallèle à {\displaystyle {\overrightarrow {\mathrm {BC} }}} et de même sens.

### Report graphique

Diagramme ternaire gradué.

Le point M est à l'intersection commune des segments {\displaystyle \mathrm {B} _{a}\mathrm {C} _{a}}, {\displaystyle \mathrm {C} _{b}\mathrm {A} _{b}} et {\displaystyle \mathrm {A} _{c}\mathrm {B} _{c}} respectivement parallèles aux côtés BC, CA et AB, dont les sommets sont situés sur les côtés ({\displaystyle \mathrm {A} _{b}} et {\displaystyle \mathrm {B} _{a}} sur AB, {\displaystyle \mathrm {B} _{c}} et {\displaystyle \mathrm {C} _{b}} sur BC et {\displaystyle \mathrm {C} _{a}} et {\displaystyle \mathrm {A} _{c}} sur CA), et tels que :
{\displaystyle {\frac {\mathrm {AB} _{a}}{\mathrm {AB} }}={\frac {\mathrm {AC} _{a}}{\mathrm {AC} }}=a\,}, {\displaystyle \,{\frac {\mathrm {BC} _{b}}{\mathrm {BC} }}={\frac {\mathrm {BA} _{b}}{\mathrm {BA} }}=b\,} et {\displaystyle \,{\frac {\mathrm {AB} _{c}}{\mathrm {AB} }}={\frac {\mathrm {CB} _{c}}{\mathrm {CB} }}=c\,}.
Le report graphique de M est facilité si l'on dispose d'un triangle vierge préalablement gradué sur les trois côtés (ci-contre).
Deux des trois segments suffisent à construire le point M, mais il est prudent de tracer les trois afin de se prémunir d'une possible erreur.
Exemple : Représentation graphique de la composition d'un sol
| - Diagramme initial, vide. - 10 % d'argile. - Plus 10 % de sable. - Plus 80 % de matière organique. |

## Lecture des données dans un diagramme ternaire
Il existe plusieurs méthodes pour déterminer le triplet de données (a, b, c) représenté par un point M du diagramme.

### Utilisation d'un repère cartésien
Si l'on connaît les coordonnées x et y du point M dans un repère cartésien, on obtient le triplet (a, b, c) en résolvant le système d'équations :
{\displaystyle {\begin{cases}a\,x_{\mathrm {A} }+b\,x_{\mathrm {B} }+c\,x_{\mathrm {C} }=x\\a\,y_{\mathrm {A} }+b\,y_{\mathrm {B} }+c\,y_{\mathrm {C} }=y\\a+b+c=1\end{cases}}}
où {\displaystyle x_{\mathrm {A} },y_{\mathrm {A} },x_{\mathrm {B} }}, etc., désignent les coordonnées des sommets A, B et C.
Pour que cette méthode soit commode il faut disposer d'un programme sur ordinateur ou d'une calculette permettant la résolution immédiate d'un système d'équations linéaires.

### Lecture graphique
Pour connaître les valeurs a, b et c que représente un point M d'un diagramme ternaire ABC, on peut, au choix :
- tracer les droites AM, BM et CM, qui recoupent les côtés BC, CA et AB respectivement en Ma, Mb et Mc :
{\displaystyle a={\frac {\mathrm {MM} _{a}}{\mathrm {AM} _{a}}}\,}, {\displaystyle \,b={\frac {\mathrm {MM} _{b}}{\mathrm {BM} _{b}}}\,}, {\displaystyle \,c={\frac {\mathrm {MM} _{c}}{\mathrm {CM} _{c}}}\,} ;

Report graphique ou lecture directe sur un diagramme ternaire gradué.
- tracer les droites passant par M et parallèles aux côtés BC, CA et AB, qui recoupent respectivement AB et AC en {\displaystyle \mathrm {B} _{a}} et {\displaystyle \mathrm {C} _{a}}, BC et BA en {\displaystyle \mathrm {C} _{b}} et {\displaystyle \mathrm {A} _{b}} et CA et CB en {\displaystyle \mathrm {A} _{c}} et {\displaystyle \mathrm {B} _{c}} :
{\displaystyle a={\frac {\mathrm {B} _{a}\mathrm {B} }{\mathrm {AB} }}={\frac {\mathrm {C} _{a}\mathrm {C} }{\mathrm {AC} }}=1-{\frac {\mathrm {B} _{a}\mathrm {C} _{a}}{\mathrm {BC} }}\,}, {\displaystyle \,b={\frac {\mathrm {C} _{b}\mathrm {C} }{\mathrm {BC} }}={\frac {\mathrm {A} _{b}\mathrm {A} }{\mathrm {BA} }}=1-{\frac {\mathrm {C} _{b}\mathrm {A} _{b}}{\mathrm {CA} }}\,}, {\displaystyle \,c={\frac {\mathrm {A} _{c}\mathrm {A} }{\mathrm {CA} }}={\frac {\mathrm {B} _{c}\mathrm {B} }{\mathrm {CB} }}=1-{\frac {\mathrm {A} _{c}\mathrm {B} _{c}}{\mathrm {AB} }}\,} ;
- seulement quand le triangle ABC est équilatéral, tracer les perpendiculaires de M à BC, CA et AB, qui recoupent ces segments en Ha, Hb et Hc :
{\displaystyle a={\frac {\mathrm {MH} _{a}}{h}}\,}, {\displaystyle \,b={\frac {\mathrm {MH} _{b}}{h}}\,}, {\displaystyle \,c={\frac {\mathrm {MH} _{c}}{h}}\,} où {\displaystyle \,h=\mathrm {MH} _{a}+\mathrm {MH} _{b}+\mathrm {MH} _{c}\,} (h est aussi la valeur commune des trois hauteurs du triangle).

L'obtention de a, b et c est facilitée si le diagramme est gradué, la première des trois méthodes ci-dessus étant alors remplacée par la lecture directe (ou l'interpolation entre deux valeurs) de a, b et c sur les côtés gradués.

## Applications
Les diagrammes ternaires sont couramment utilisés dans différentes disciplines scientifiques comme la chimie physique, la pétrologie, la minéralogie et la métallurgie, notamment pour représenter la composition chimique de systèmes formés entièrement ou principalement de trois constituants.

### Génétique des populations
En génétique des populations on utilise un diagramme ternaire pour comparer la fréquence de trois génotypes, sous le nom de diagramme de De Finetti (en).

### Géographie

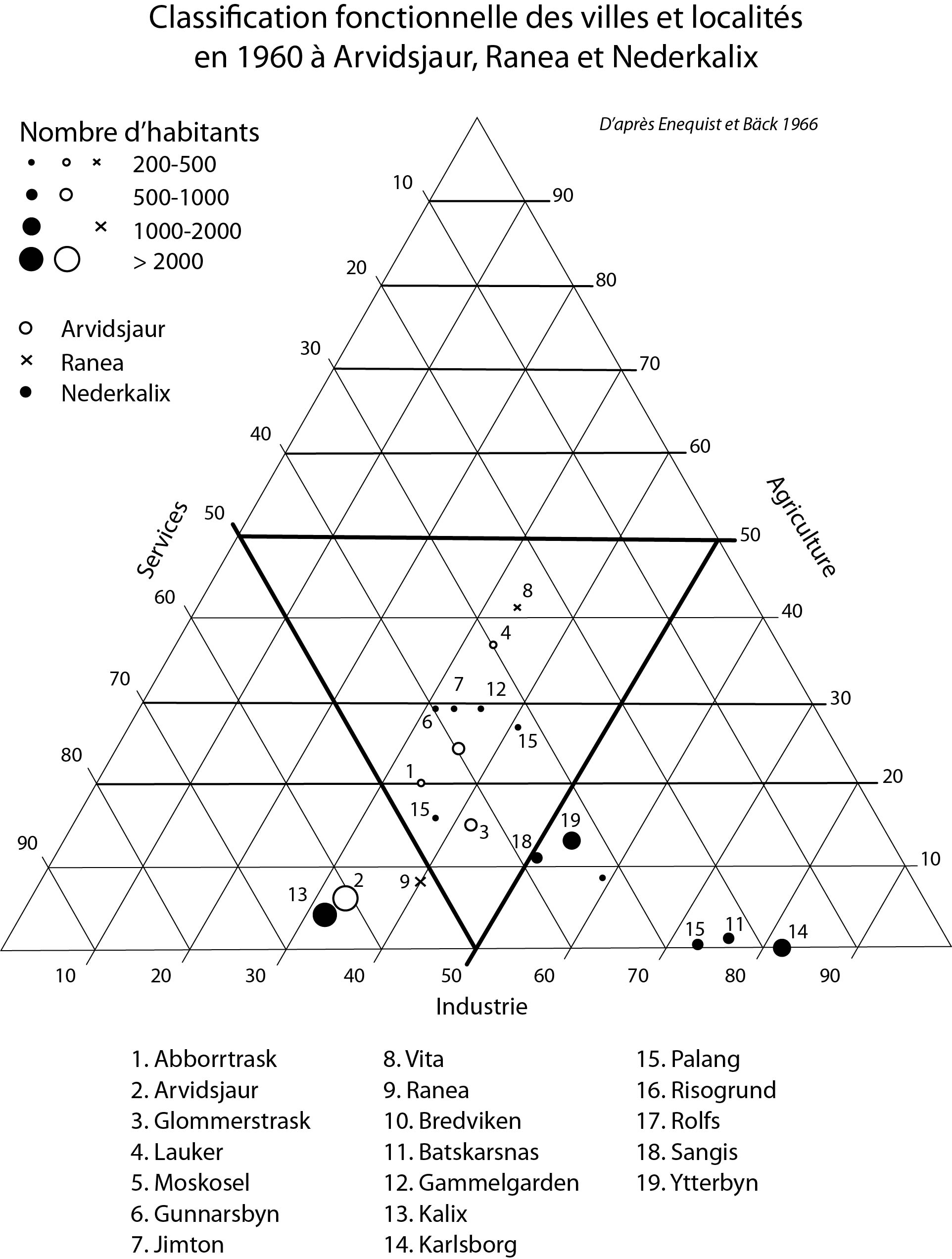
Diagramme triangulaire publié par Enequist et Bäck en 1966.

Le graphique compare plusieurs territoires selon trois valeurs en pourcentage ce qui permet d'aboutir à une classification. Dans leur article, publié en 1966, Lennart Bäck et Gerd Enequist appliquent pour la première fois cette méthode à la géographie,. L'exemple porte sur le pourcentage d'emplois dans trois grands groupes : l'agriculture, l'industrie et les services, en comparant une petite vingtaine de villes. Cette représentation permet de comprendre les variations régionales, la structuration des zones résidentielles et la dominance économique d'une unité urbaine.